# Államok vezetőinek listája 224-ben
Ezen az oldalon az i. sz. 224-ben fennálló államok vezetőinek névsora olvasható földrészek, majd országok szerinti bontásban. 

## Európa
- Boszporoszi Királyság
  - Király: II. Rhészkuporisz (211/212–226/227)

- Római Birodalom
  - Császár: Severus Alexander (222–235) 
    - Consul: Appius Claudius Iulianus
    - Consul: Gaius Lucius Bruttius Crispinus

## Ázsia
- Armenia
  - Király: II. Tiridatész (216–252)

- Ibériai Királyság
  - Király: Vacse (216–234)

- India
  - Anuradhapura
    - Király: Voharika Tissza (215–237)

- Japán
  - Császárnő: Dzsingú (200–269)

- Kína
  - Vej
    - Császár: Cao Pi (220–226)

  - Su Han
    - Császár: Liu San (223–263)

- Korea
  - Pekcse
    - Király: Kuszu (214–234)

  - Kogurjo
    - Király: Szanszang (197–227)

  - Silla
    - Király: Nehe (196–230)

  - Kumgvan Kaja
    - Király: Kodung (199–259)

- Kusán Birodalom
  - Király: II. Kaniska (220–242)

- Pártus Birodalom
  - Nagykirály: VI. Vologaészész (207–227)
  - Ellenkirály: IV. Artabanosz (213–224)

- Szászánida Birodalom
  -     - Nagykirály: I. Ardasír (224–240/242)

## Afrika
- Római Birodalom
  - Aegyptus provincia
    - Praefectus: Marcus Aurelius Epagathus (223–224)
    - Praefectus: Tiberius Claudius Herennianus (224–225)

- Kusita Királyság
  - Kusita uralkodók listája

## Fordítás
- Ez a szócikk részben vagy egészben  a   Liste der Staatsoberhäupter 224 című német Wikipédia-szócikk ezen változatának fordításán alapul.  Az eredeti cikk szerkesztőit annak laptörténete sorolja fel. Ez a jelzés csupán a megfogalmazás eredetét és a szerzői jogokat jelzi, nem szolgál a cikkben szereplő információk forrásmegjelöléseként.